# Ladonia
Ladonia (suedeză Ladonien) este o micronațiune, proclamată în 1996 ca rezultat al lungilor lupte din instanță dintre artistul Lars Vilks și autoritățile locale asupra a 2 sculpturi. Teritoriul proclamat face parte din rezervația naturală Kullaberg situată într-o enclavă sudică a Suediei.

## Legături externe
- Site oficial
- Ziarul Ladonia New Herald